# Creature note e ignote
Creature note e ignote è un'antologia di racconti fantascientifici edita dalla collana Urania.
L'antologia esce in Italia il 24 novembre 1974 nell'edizione Urania n. 658.

## Racconti
- Beati i mansueti (The Inheritors), di G.M. Glaskin
- Niente dalla Luna (Nothing Happens on the Moon, 1939), di Paul Ernst
- L'isola delle tartarughe (And the Voice of the Turtle), di Sterling E. Lanier
- Nada (Nada, 1964), di Thomas M. Disch
- Il mistero della sua carne (The Mystery of His Flesh), di Dean R. Koontz